# De Havilland Vampire
de Havilland D.H.100 Vampire byl britský proudový stíhací letoun s dvojitými SOP vyvinutý společností de Havilland v době druhé světové války. Po stroji Gloster Meteor byl druhým britským proudovým stíhacím letadlem a prvním, který poháněl pouze jeden proudový motor.
Práce na stroji začaly během roku 1941 uprostřed druhé světové války a původně byl zamýšlen jako experimentální letadlo, ačkoli bylo zřejmé, že je vhodný pro boj. Z konstrukčních studií společnosti bylo rychle rozhodnuto pro jednomotorový dvoutrupý letoun s proudovým motorem Halford H.1 (později vyráběný jako „Goblin“). Kromě pohonného systému a dvoutrupého uspořádání šlo o relativně konvenční letadlo. Původně byl sice objednán pouze jako experimentální letoun, v květnu 1944 bylo ale rozhodnuto o sériové výrobě pro Royal Air Force (RAF) jako stíhací letadlo. Přestože byl Vampire vyvíjen ještě během druhé světové války, přišel příliš pozdě na to, aby mohl zasáhnout v tomto konfliktu do bojů. Během roku 1946 vstoupila první výrobní verze Vampire u RAF do služby, pouze několik měsíců po skončení konfliktu.
Vampire se rychle osvědčil jako účinné letadlo a nahradil mnoho stíhacích letadel s pístovým motorem z válečných let. Během prvních okamžiků služby dosáhl několika prvenství a různých rekordů, např. jako první proudové letadlo překročil Atlantský oceán. Primárně byl určen k vybojování vzdušné převahy a v prvoliniové službě u RAF zůstal Vampire až do roku 1953, poté byl postupně přidělen k různým druhořadým rolím, jako bitevní role a výcvik pilotů – vzniklo několik různých variant. Koncem 50. let začalo RAF nahrazovat letadla Vampire novými stíhačkami Hawker Hunter a Gloster Javelin. Během roku 1966 byl Vampire z RAF oficiálně vyřazen a v roli cvičného letounu byl nahrazen letouny Folland Gnat. U Královského námořnictva také sloužil, konkrétně jako Sea Vampire – námořní varianta vhodná k provozu na letadlových lodích. Tato verze byla prvním proudovým letadlem na světě, které bylo schopné přistávat na palubě lodi.
Vampire byl vyvezen do mnoha různých zemí po celém světě, kde se dostal na různá bojiště i do různých klimatických podmínek. Bojů se zúčastnil např. během suezské krize, malajského povstání nebo občanské války v Rhodésii. Bylo vyrobeno téměř 3 300 letounů Vampire, z nichž byla čtvrtina vyrobena na základě licence v zahraničí. Kromě toho jeho vývoj pokračoval; mezi hlavní deriváty patří DH.115, specializovaný dvoumístný cvičný letoun a pokročilejší DH.112 Venom.

## Vývoj

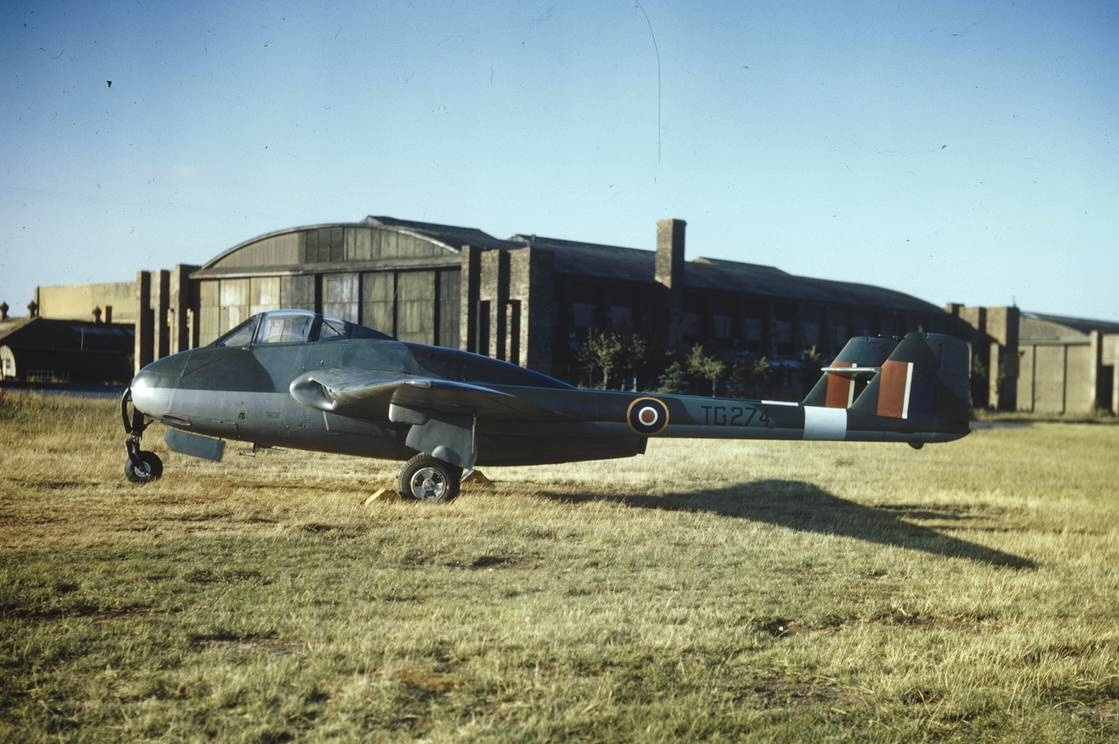
První sériový Vampire F.Mk.I (TG274) RAF v Boscombe Down, 1945

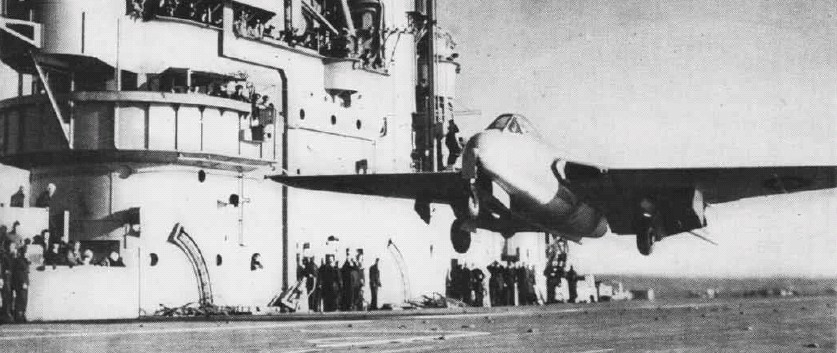
První přistání a vzlet proudového letounu na letadlové lodi v roce 1945 – pilot Eric "Winkle" Brown na lodi HMS Ocean

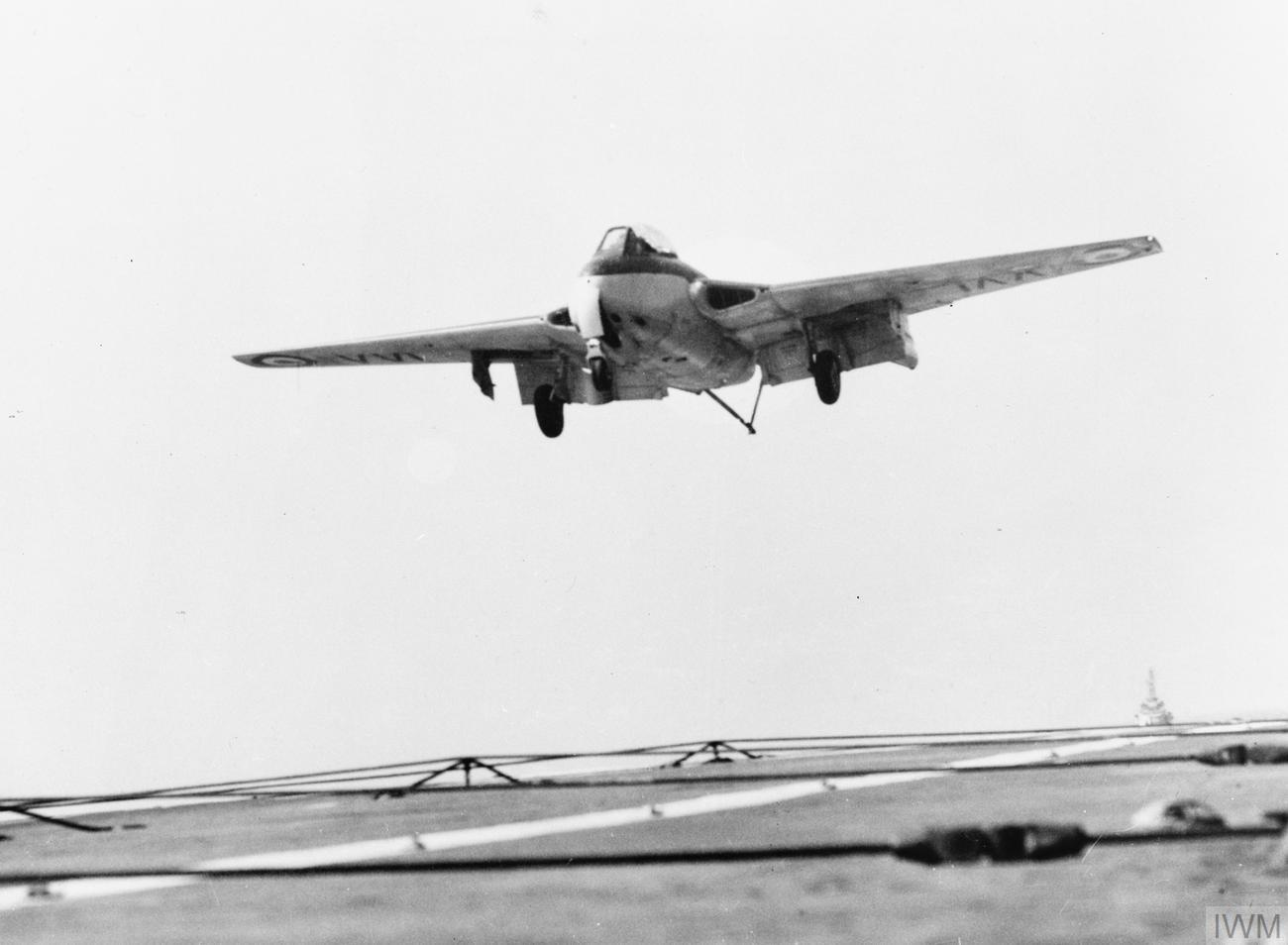
Sea Vampire F.Mk.20 přistává na letadlové lodi HMS Vengeance (R71), 1951

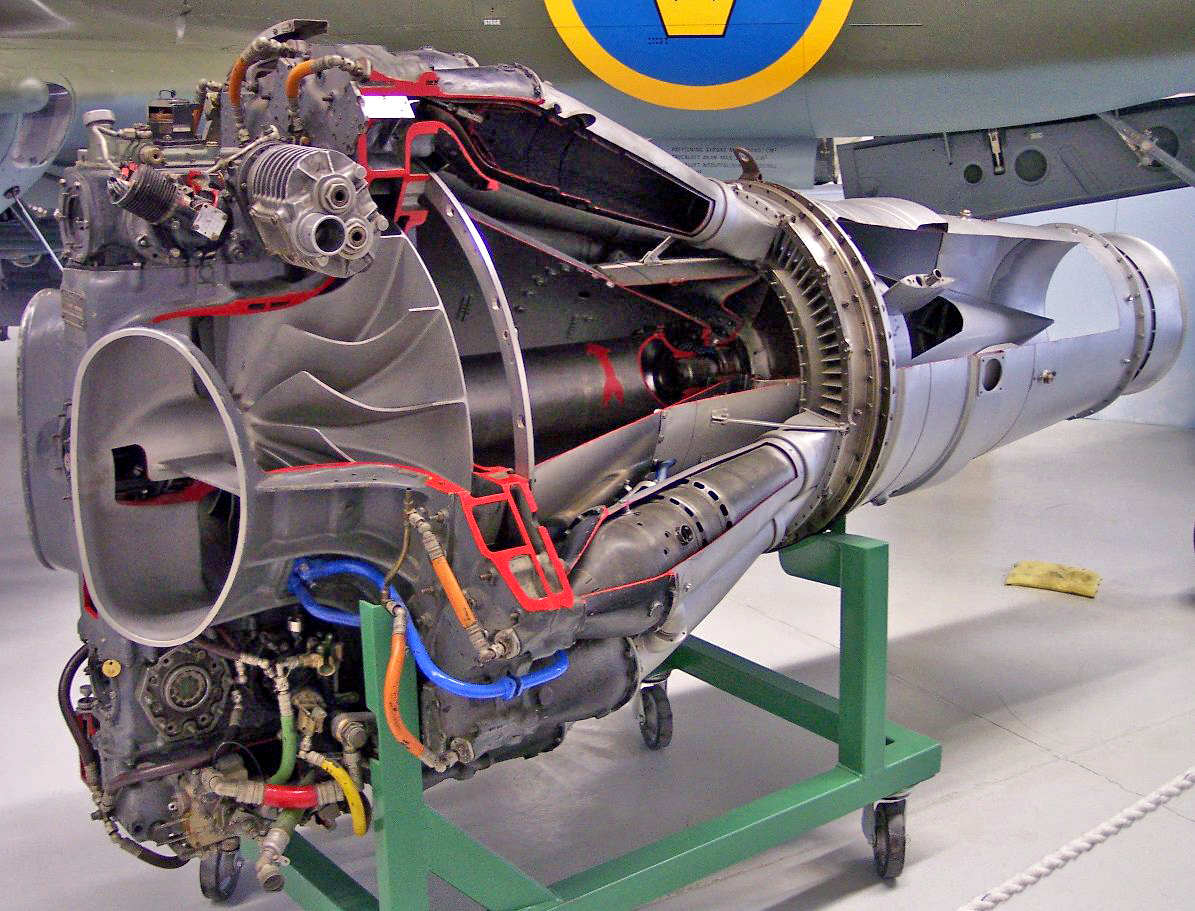
Pohonná jednotka de Havilland Goblin v řezu

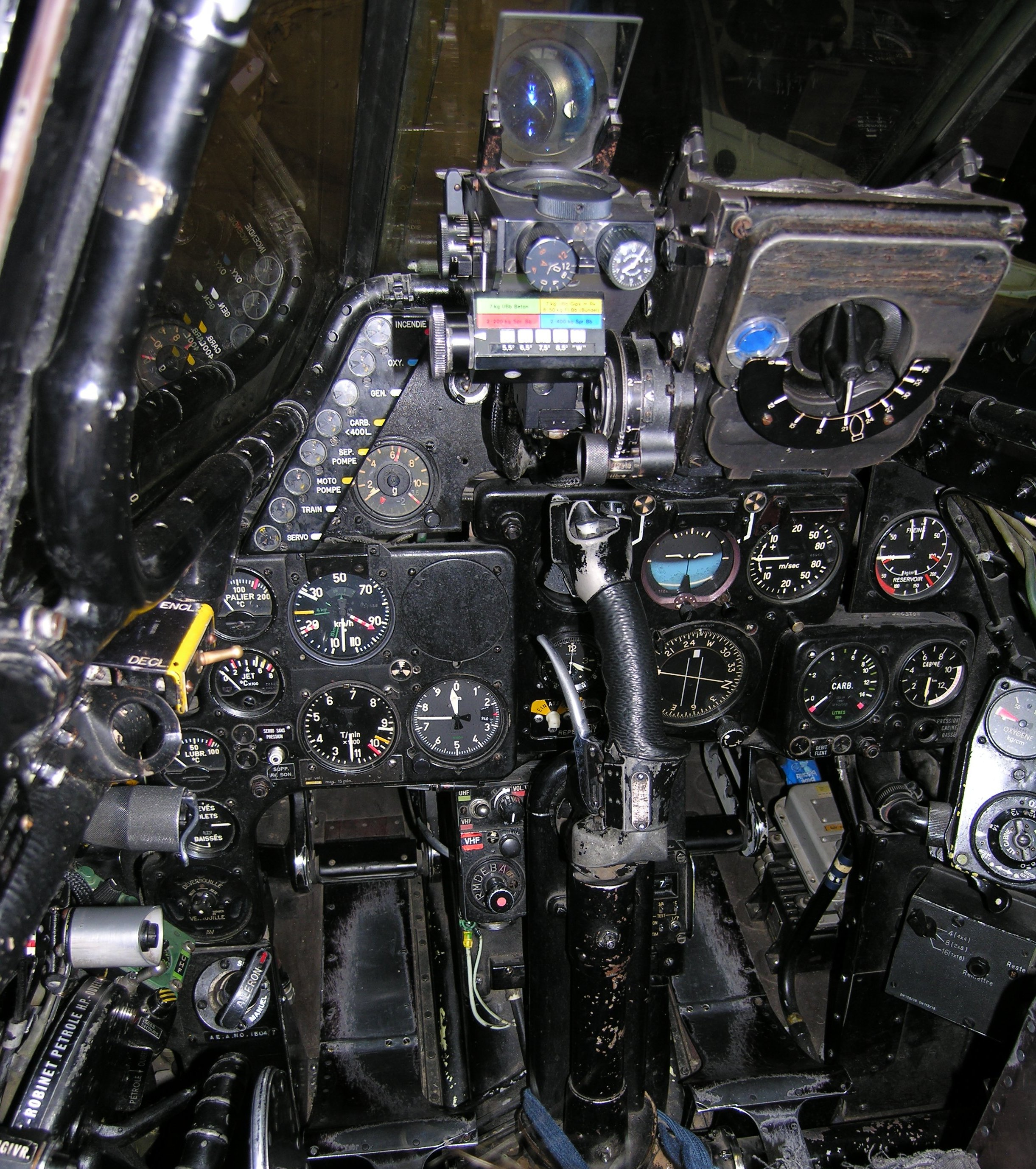
Kokpit cvičného letounu D.H.115 T.Mk.55 Vampire

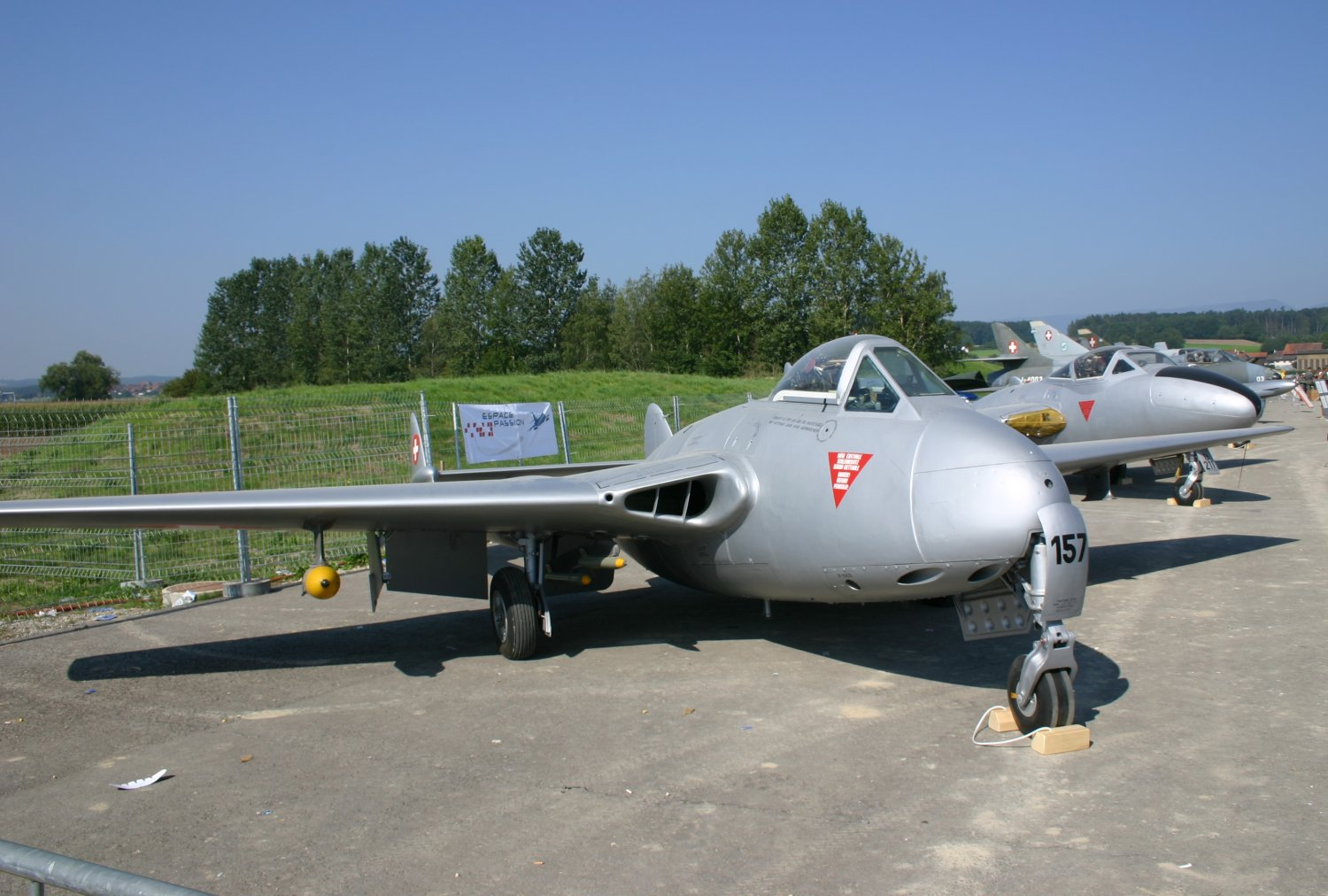
Porovnání jednomístné verze FB.5 (vlevo) a dvoumístné T.11

Vývoj proudového stíhacího letounu de Havilland Vampire sahá do počátku roku 1941. Motor H1, který byl vyvíjen od dubna 1941 ředitelem a šéfkonstruktérem motorářského oddělení společnosti de Havilland majorem F. B. Halfordem, byl později používán i u britských proudových stíhaček Gloster Meteor a amerického Lockheedu XP-80. Za rok již prototyp H-1 běžel na brzdě a o další dva měsíce dával tah 6,6 kN.
Souběžně s vývojem motoru H-1 Goblin postupovalo projektování a následně konstrukce draku D.H.100. Britské ministerstvo letectví jeho vývoj zadalo v roce 1941 pod specifikací E.6/41. Šestnáct měsíců po zahájení konstrukčních prací, 20. září 1943, se konaly prototypové zkoušky, při nichž stroj (sériové číslo LZ548/G) poprvé vzlétl s šéfpilotem Geofrey de Havillandem, synem zakladatele proslulé značky, z továrního letiště v Hatfieldu. K testům se záhy připojily další dva prototypy (LZ551/G a MP838/G). Třetí vyrobený stroj již nesl hlavňovou výzbroj čtyř kanónů ráže 20 mm ve spodní části trupové gondoly.
Dne 13. května 1944 dostala továrna objednávku na prvních 120 sériově vyráběných letounů, které dostaly název Vampire. Společnost de Havilland však byla plně vytížena produkcí letounů de Havilland Mosquito a stavbu sériových Vampirů již v době podepsání kontraktu převzala jako licenci firma English Electric Co. Ltd. v Prestonu. První sériově vyrobený letoun Vampire F.Mk.I vzlétl 20. dubna 1945 (sériové číslo TG274/G). Sériové letouny se od prototypů lišily rovně zakončenými SOP. Brzy byla objednávka navýšena na 300 exemplářů, z nichž bylo skutečně postaveno 244. Tah motoru Goblin se mezitím podařilo zvýšit na 12,06 kN, což Vampirům F.Mk.I umožňovalo dosahovat běžně rychlostí nad 800 km/h. Většina Vampirů z první čtyřicetikusové série sloužila při nejrůznějších testech. Jeden letoun byl zkoušen u útvarů, další F.Mk.I (TG279) v ústavu RAE, kde 12. září 1945 havaroval, dva stroje byly určeny k vývoji zbraní a motorů, jeden k aerodynamickým výzkumům atd. Od 41. vyrobeného stroje byly instalovány silnější Gobliny s tahem 13,82 kN, současně mohly být na podkřídelní pylony zavěšeny přídavné odhazovatelné palivové nádrže převzaté z Mosquita. Od 51. F.Mk.I byly montovány přetlakové kabiny, které měly od 87. letounu zadní odsunovací díl z jednoho kusu plexiskla. Trupy Vampirů F.Mk.I také posloužily jako základ dvou ze tří prototypů bezocasého experimentálního stroje de Havilland D.H.108 Swallow. Další F.Mk.I zkoušel nově tvarovanou příď trupové gondoly, jiný pak vysokorychlostní tvar kabiny pro druhý kus D.H.108.
Tři experimentálně upravené draky F.Mk.I (TG276, TG280 a TX807) byly překonstruovány podle specifikace F.11/45 pro montáž motoru Rolls-Royce Nene o tahu 20,10 kN, nesly označení Vampire F.Mk.II. Protože se musel vzduch přivádět i k zadní části kompresoru, s čímž původní koncepce nepočítala, byl hřbet trupové gondoly upraven montáží dalších dvou menších vstupních otvorů. TX806 později firma Boulton-Paul modifikovala tak, že dostačovaly pouze vstupní otvory v kořenech křídla. Letoun byl následně odvezen do Austrálie, kde pod typovým pořadovým číslem A78-2 sloužil jako pokusný letoun při vývoji Vampirů F.Mk.30.
Vampire F.Mk.3 (původně Mk.III), vzlétl 4. listopadu 1946 poháněný ještě Goblinem, ale s jemnější aerodynamikou a překonstruovanými ocasními plochami. Při použití přídavných palivových nádrží se totiž značně zhoršovala podélná stabilita, což bylo vyřešeno novou VOP s hloubkou zvětšenou o 0,11 m. Současně byla posunuta o 0,33 m níž a opatřena v napojení na rovněž upravené SOP přechodovými vřeteny. Nová verze také měla zvětšený objem vnitřních nádrží. Na základě specifikace F.3/47 bylo postaveno celkem 108 „trojek“.
Na základě zkoušek Vampiru F.Mk.I (TG444) se zkráceným, rovně zakončeným křídlem o rozpětí 11,58 m, který poprvé vzlétl 29. června 1948, vznikla nová bombardovací a bitevní obměna Vampire F.B.Mk.5. Nová nosná plocha byla navíc dodatečně zesílena, což usnadňovalo operace v menších výškách a umožnilo instalovat závěsy pro pumy nebo raketové střely do hmotnosti 900 kg. Vyšší celková hmotnost si vyžádala montáž pevnějšího podvozku s větším zdvihem.
Na požadavek švýcarského letectva vznikla verze Vampire F.B.Mk.6, jejíž první prototyp vznikl z F.Mk.I zástavbou motoru Goblin 3 o tahu 14,66 kN. Švýcarsko poté odebralo 75 sériových letounů a v letech 1950 až 1953 bylo v licenci postaveno dalších 100 F.B.Mk.6.
Vampire F.B.Mk.9 byla tropikalizovaná verze F.B.Mk.5 vybavená klimatizačním zařízením Godfrey v rozšířeném kořeni pravé poloviny křídla a pohonnou jednotkou Goblin 3. Sériová produkce probíhala až do jejího ukončení v roce 1953. Výrobu „devítek“ doplňovala stavba u Fairey Aviation v Manchesteru. Licenčně se rovněž vyráběly v Indii u firmy Hindustan Aircraft.
Dvoumístný noční stíhací Vampire byl označen D.H.113 N.F.Mk.10. Rozšířený a prodloužený trup nesl radiolokátor, kabinu z Mosquita a motor Goblin 3. Prototyp vykonal první let 28. srpna 1949. Celkem bylo vyrobeno 95 kusů, které sloužily u RAF do roku 1954. V Indii znělo označení 29 dodaných strojů N.F.Mk.54.
D.H.115 Vampire T.Mk.11 byl dvoumístný cvičný letoun. Prototypem se stal překonstruovaný stroj D.H.113 bez vybavení pro stíhání a opatřený dvojím řízením. Zalétání nového typu proběhlo 15. listopadu 1950. Výzbroj tvořily dva kanóny a pohon zajišťoval motor Goblin 35 o tahu 15,49 kN. Celkem bylo vyrobenu 804 „jedenáctek“, převážně na export.
De Havilland Vampire byl prvním proudovým letounem, který přistál na palubě letadlové lodi. Stalo se tak 3. prosince 1945 (druhý prototyp LZ551/G vybavený o 40% zvětšenou plochou vztlakových klapek, podvozkem s vyšším zdvihem a přistávacím hákem) se zkušebním pilotem Ericem Brownem na HMS Ocean. Na základě úspěšných zkoušek druhého upraveného letounu verze F.Mk.I (TG426) a testů dvou plně navalizovaných prototypů (VF315 a TG328) poté Admiralita objednala osmnáctikusovou sérii čistě námořní verze Sea Vampire F.Mk.20. První z nich vzlétl v říjnu 1948 a poslední v červnu 1949. Úprava zahrnovala zesílené křídlo a zvětšené brzdicí klapky.
Trojice strojů Sea Vampire F.Mk.21 byla upravena pro přistávání se zataženým příďovým podvozkem na nafukovacím gumovém povrchu na palubě HMS Warrior a pokusné VPD ve Farnborough. Testy konané mezi léty 1949 a 1953 měly ověřit možnost konstrukce proudových letounů bez podvozku.
Sea Vampire T.Mk.22 bylo označení třiasedmdesáti exemplářů námořní varianty T.Mk.11.
Vampire F.Mk.30 stavěla v počtu 80 kusů australská společnost de Havilland Aircraft Pty. Ltd. v Sydney na podkladě výkresové dokumentace F.Mk.IV. Poháněl je licenční australský motor Commonwealth Aircraft Nene 2-VH. První letoun této verze vzlétl 29. června 1948.
Vampire F.B.Mk.31 byla bombardovací a bitevní verze přepracovaná z draků F.Mk.30 na standard odpovídající F.B.Mk.5. Celkem bylo postaveno 29 letounů, z toho prototyp v Británii, ostatní v Austrálii.
Rovněž z australské produkce pocházel Vampire F.Mk.32 z roku 1951, což byl jediný letoun RAAF vybavený klimatizací. K tomuto pokusu továrna opět využila drak verze F.Mk.30.
Vampire T.Mk.33, T.Mk.34 a T.Mk.35 bylo 109 australských strojů odpovídajících variantě T.Mk.11 a jejím postupným vylepšováním.
Do Norska a Švédska byla určena exportní verze Vampire F.B.Mk.50 s motorem Goblin 3. U Flygvapnet byly značeny J-28B.
Vampire F.B.Mk.51 byl prototyp s motorem Nene dodaný do Francie, který odpovídal australským F.Mk.30.
Další exportní variantou byl Vampire F.B.Mk.52 shodný s F.B.Mk.6, který převzalo finské letectvo, irácké letectvo, Norsko, Libanon a Venezuela. Osmdesát letounů se licenčně stavělo v Itálii u firem Macchi a Fiat.

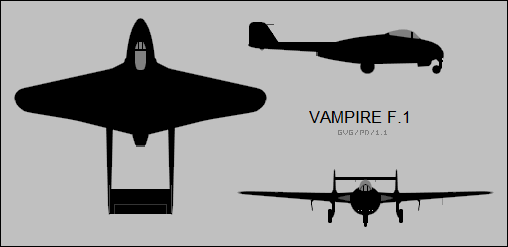
De Havilland D.H.100 Vampire F.Mk.I
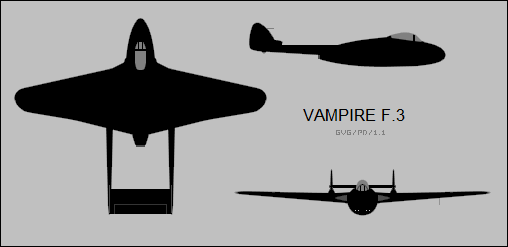
De Havilland Vampire F.Mk.3
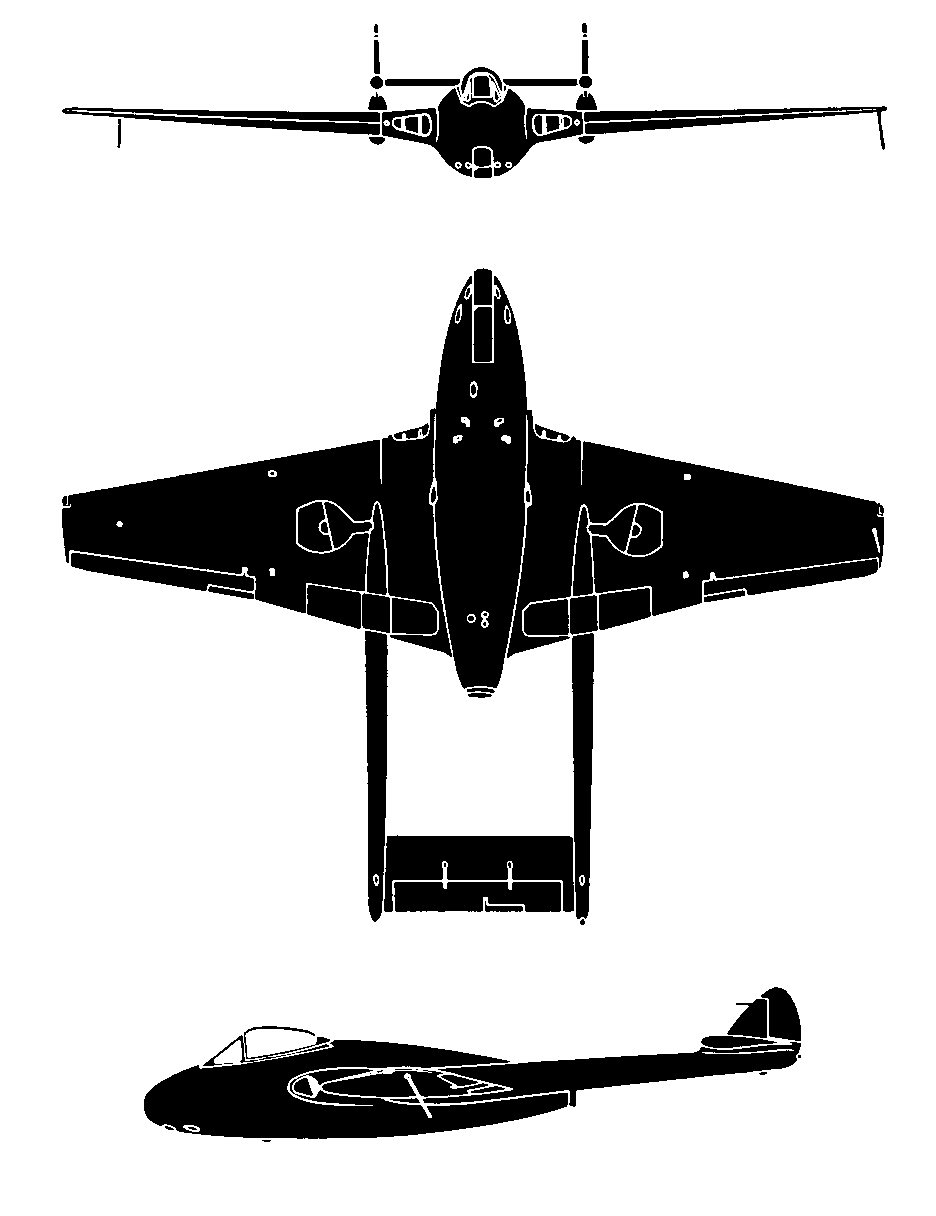
Vampire F.B.Mk.5
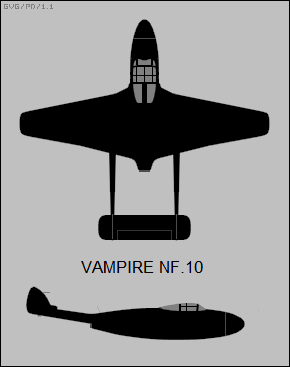
De Havilland D.H.113 Vampire N.F.Mk.10
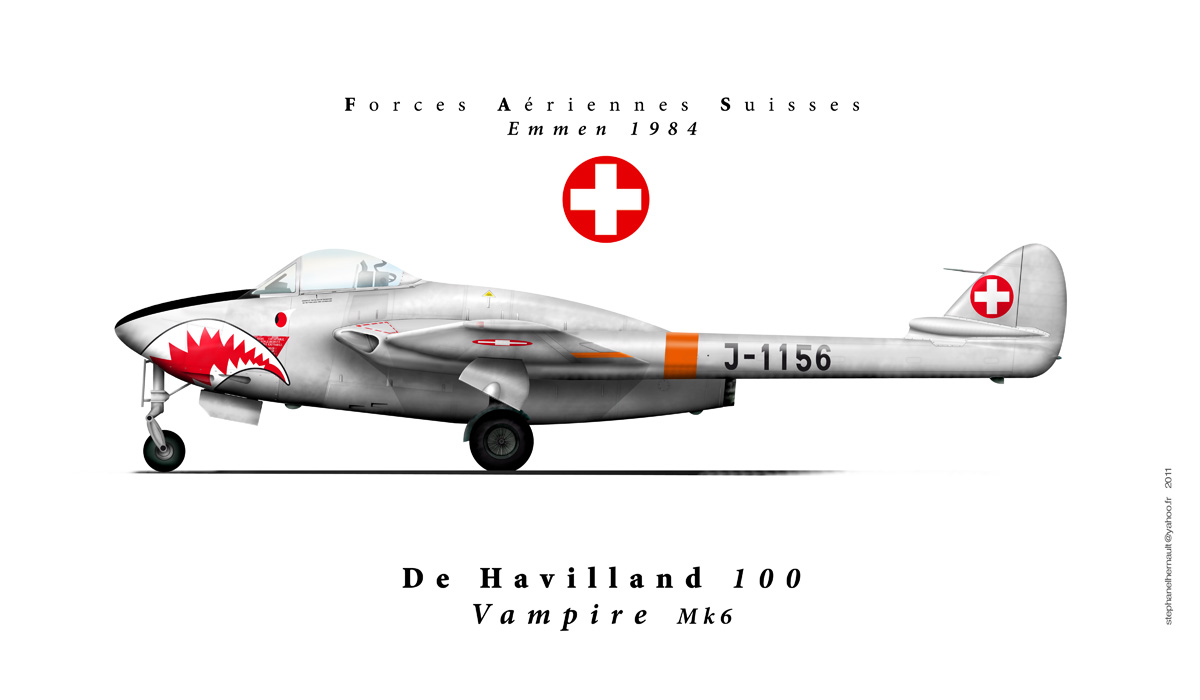
D.H.100 F.B.Mk.6 (J-1156), Forces Aériennes Suisses, Emmen, 1984
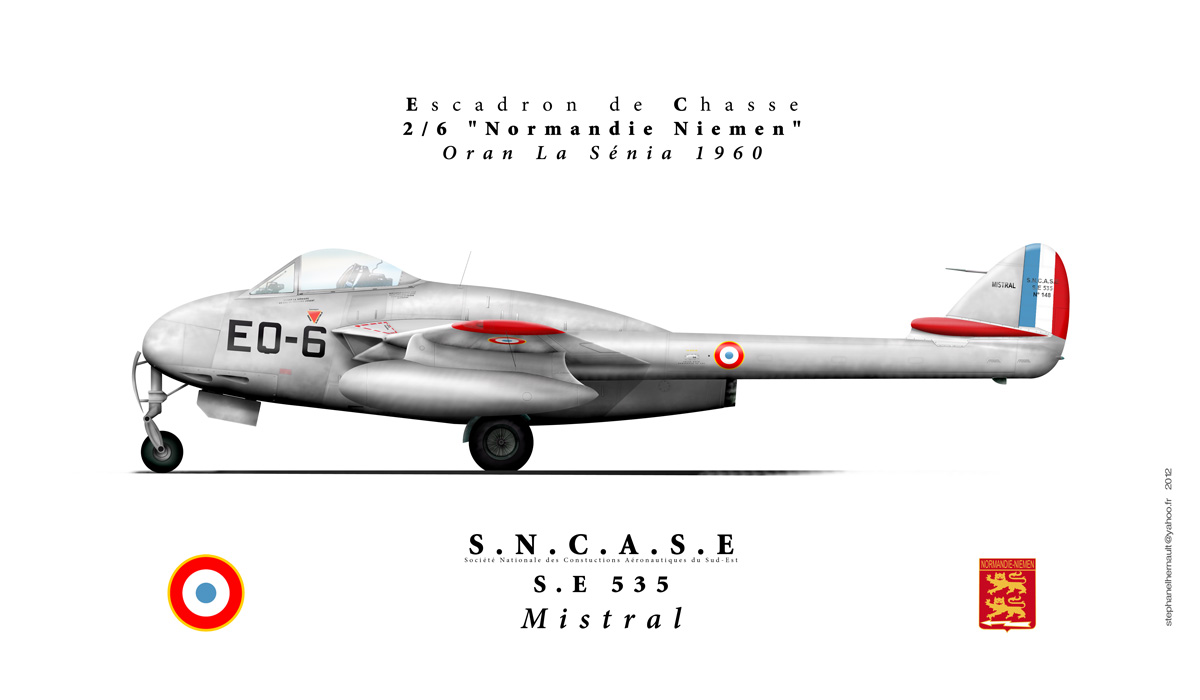
SNCASE S.E.535, EC 2/6 „Normandie-Němen“ Armée de l'Air, Oran La Sénia, 1960

## Služba

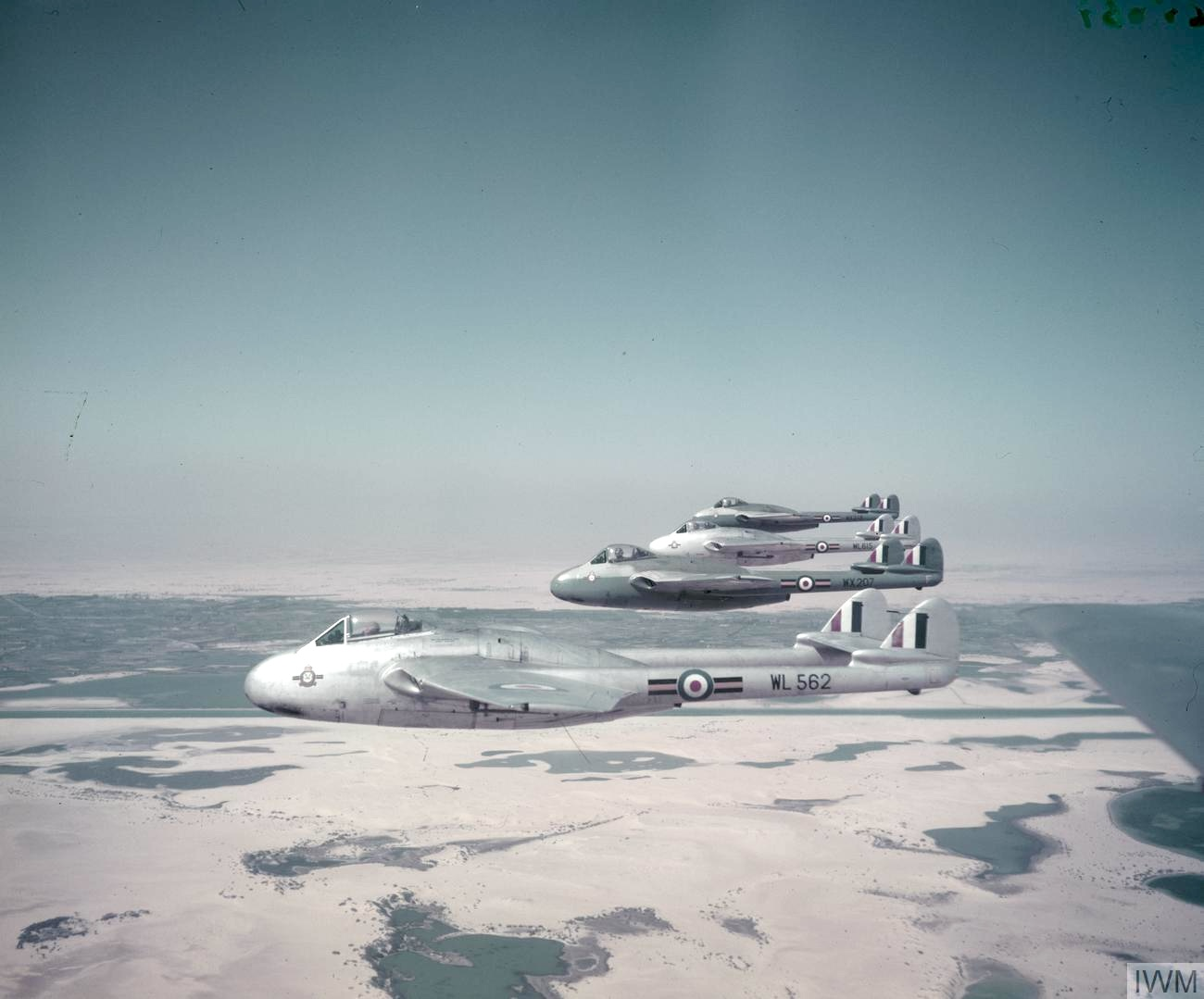
Formace letounů Vampire FB9 z 213. perutě RAF nad Egyptem, 1952

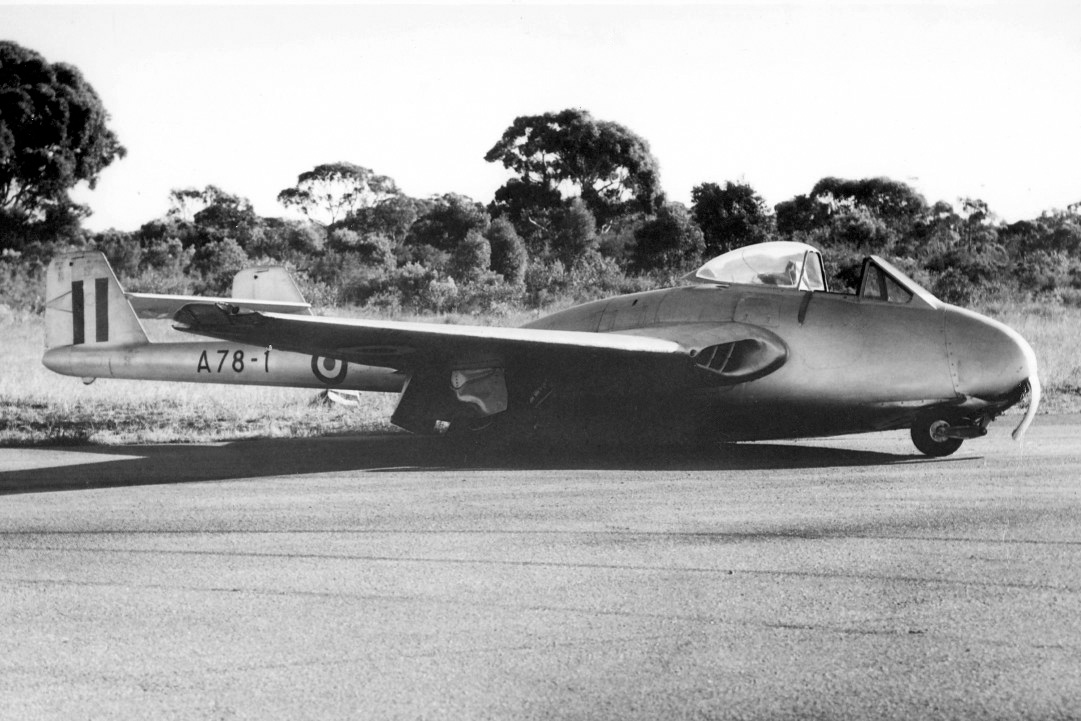
Vampire F1 A78-1 po nouzovém přistání na základně RAAF Base Point Cook v roce 1947

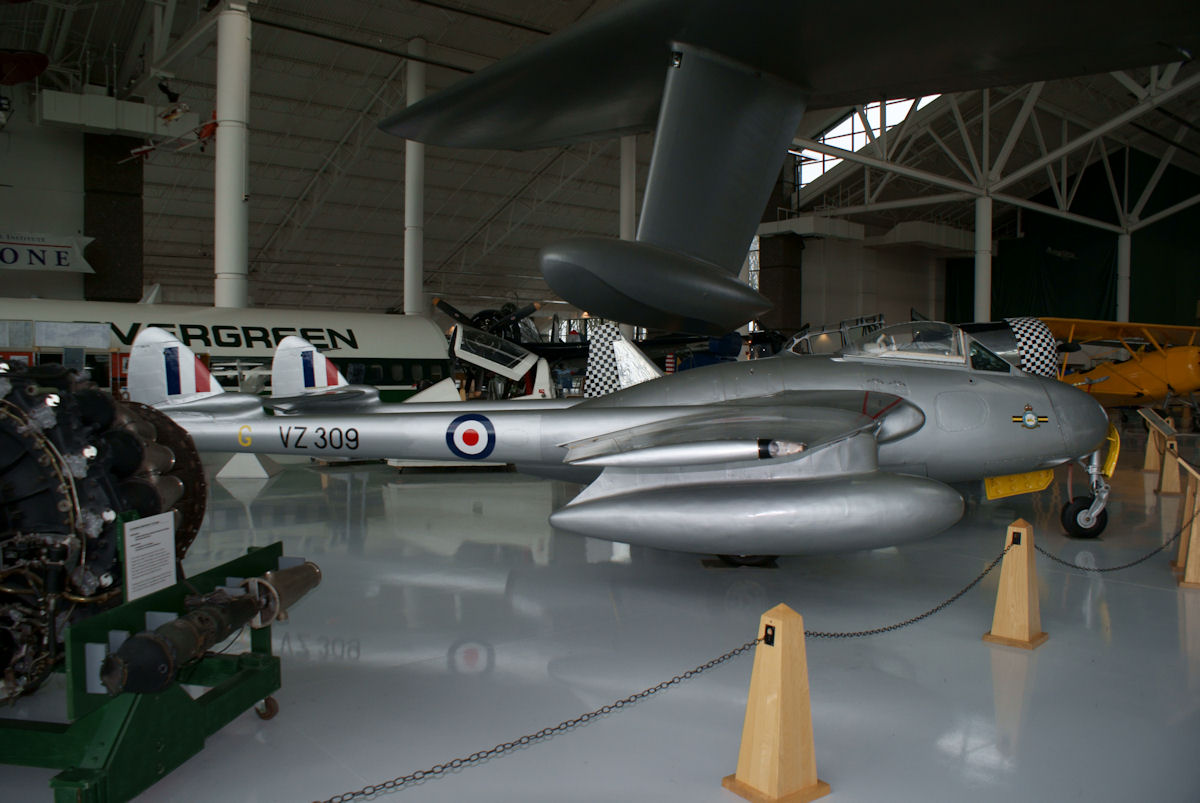
De Havilland D.H.100 Vampire F.B.Mk.9 (VZ309

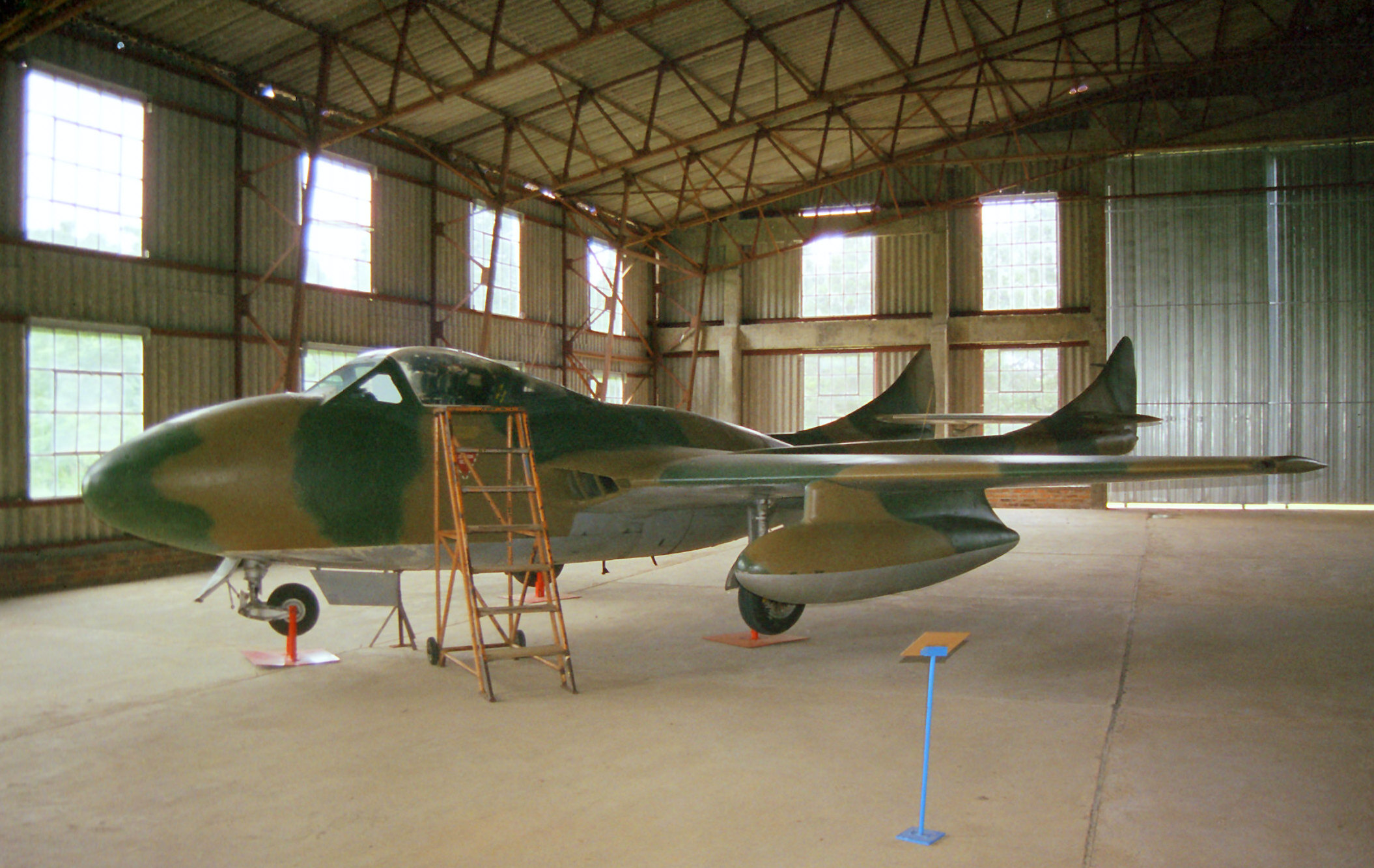
Rhodéský de Havilland Vampire T.11 (DH.115)

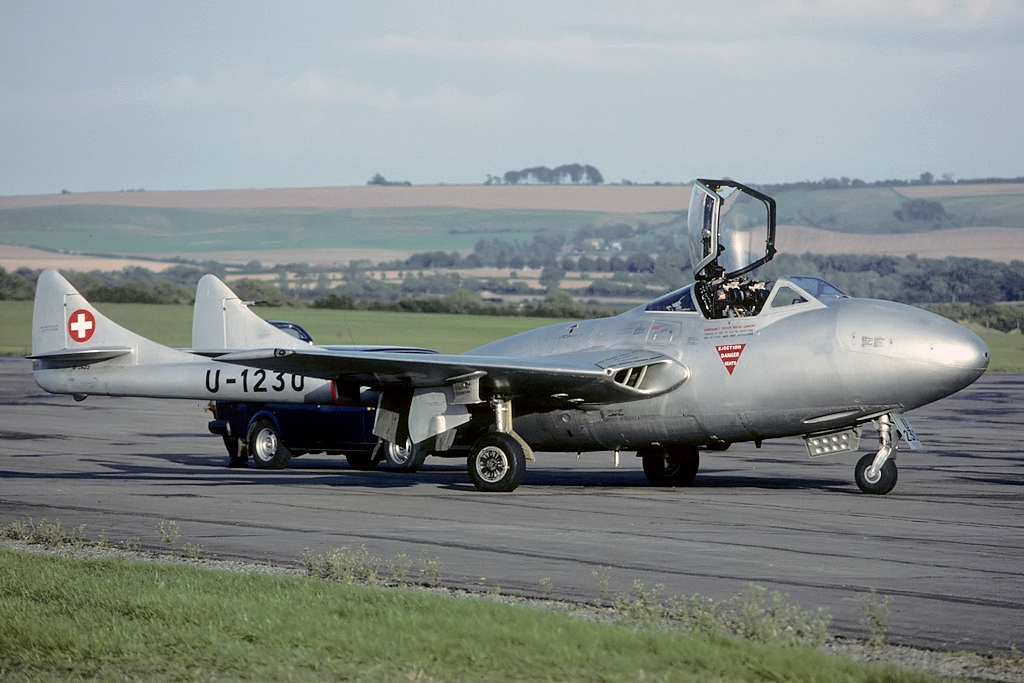
Švýcarský de Havilland Vampire T55

Britské vojenské letectvo začalo zavádět letouny Vampire F.Mk.I do činné služby prakticky až na jaře roku 1946, kdy vstoupily do výzbroje 247. perutě. Tvořily také v rozmezí let 1946 až 1951 výzbroj britského taktického letectva v NSR. O koupi těchto letounů uvažovalo i vedení československé armády, ovšem politická situace po roce 1948 zmařila nákupy nejen letecké techniky.
Třetí sériový Vampire F.Mk.I (TG278) upravila mateřská továrna k testům nového motoru de Havilland Ghost se statickým tahem 22,26 kN. Stroj měl zvětšenou záď trupové gondoly, delší křídlo s rozpětím 14,73 m a účinnější přetlakovou kabinu se zadním dílem krytu potaženým plechem s malými kulatými okénky. Pilot John Cunningham na tomto upraveném letounu překonal 23. března 1948 světový výškový rekord výkonem 18 131 m. Později TG278 obdržel nové ocasní plochy verze F.Mk.3, nové označení Vampire F.Mk.8 a nakonec se z něj stal nový typ s modifikovanou konstrukcí křídla de Havilland Venom. Na jiném F.Mk.I Cunningham 31. srpna 1947 získal dosažením 795,008 km/h na základně 100 km mezinárodní rychlostní rekord v třídě C-1-1.
Prvním zahraničním zákazníkem verze F.Mk.I se stalo Flygvapnet, kde 70 letounů sloužilo pod označením J-28 až do roku 1955. Některé později dostaly motory Goblin vyrobené licenčně ve Švédsku. Padesát kusů švédských J-28 převzala po jejich vyřazení z výzbroje v roce 1955 Dominikánská republika, několik dalších převzalo s civilní imatrikulací rakouské letectvo. Dva kusy F.Mk.I zakoupilo RCAF, čtyři pak převzaly švýcarské vzdušné síly.
Letouny verze F.Mk.3 nahradily původní F.Mk.I u domácích perutí na ostrovech i u jednotek v NSR. Další čtyři odebralo norské letectvo a 83 kusů RCAF. V roce 1961 15 kanadských F.Mk.3 koupilo jako svá první proudová letadla Mexiko. Devětatřicet F.Mk.3 od roku 1958 postupně přebírali civilní zákazníci v USA. Již v letech 1948 a 1949 prošla verze F.Mk.3 tropikalizačními testy v Singapuru, na Filipínách a v Chartúmu. Poté převzalo RAAF 41 letounů, které byly určeny pro výcvik. F.Mk.3 se také staly prvními proudovými stíhacími stroji, které překonaly Atlantik. V červenci přelétla skupina šesti Vampirů patřících 54. peruti RAF společně s dvojicí letounů Mosquito etapově z Británie přes Island a Grónsko do Kanady, kde se zúčastnily předvádění a vojenských cvičení.
Útvary RAF v Británii, zámoří a NSR převzaly celkem 916 strojů F.B.Mk.5, z nichž některé našly uplatnění v bojích proti malajským teroristům. Dalších 40 letounů převzalo RAAF, čtyři Aeronautica Militare, sedmačtyřicet RNZAF, 17 SAAF, další pak zakoupilo indické letectvo, egyptské vojenské letectvo a Venezuela.
Francie nejprve dovezla letouny de Havilland Vampire F.Mk.I a zakoupila licenci na Vampire F.B.Mk.5. Licenční stavbou byla pověřena společnost SNCASE v Marignane, která v období mezi březnem 1950 a říjnem 1952 postavila celkem 187 kusů verze F.B.Mk.5. První z dovezených 67 sad dílů sestavený F.B.Mk.5 vzlétl v Marignanu 21. prosince 1950. Stroje poháněly původní motory Goblin s jednostranným radiálním kompresorem.
Potřeba silnější pohonné jednotky vedla společnost SNCASE k zástavbě motoru Rolls-Royce Nene s oboustranným kompresorem do typu F.B.Mk.5. Úprava zahrnovala rovněž zvětšení vstupních otvorů v křídle a přepracování přívodních kanálů vzduchu.
První upravený exemplář pojmenovaný Mistral vzlétl 1. dubna 1951 se zkušebním pilotem Jacquesem Lecarmem. SNCASE SE.532 Mistral byl vyroben v počtu 97 kusů, následující varianta SE.535 se zvětšenými nádržemi a novým domácím přístrojovým vybavením pak v sérii 150 letounů. SE.535 byly stavěny podle vzoru Vampire F.B.Mk.53 s pohonnými jednotkami Hispano Suiza Nene 102B s tahem 22,26 kN a vstupními otvory vzduchu upravenými tak, že již nebyla potřebná zástavba pomocných hřbetních lapačů.
Výzbroj Mistralu tvořila čtveřice 20mm kanónů Hispano-Suiza HS.404 v trupové gondole, na podkřídelních závěsnících mohl nést neřízené rakety T-10, HVAR, nebo přídavné nádrže.
První sériový Mistral vzlétl v prosinci 1951 a stroje se postupně dostávaly do služby u jednotek Escadre č. 5 v Orange, kde sloužily v rozmezí let 1954 až 1956, Escadre č. 6 v Oran-La Sénia (1952–1960), Escadre č. 7 v Sidi-Ahmed (1953–1960), Escadre č. 8 v Rabat-Salé (1955–1961) a Escadre č. 20 v Oran-La Sénia (1957–1960).
Další exempláře pak létaly jako přeškolovací u letecké školy École de l'Air v Salon-de-Provence (1954–1958).
Stroje Vampire F.B.Mk.9 do výzbroje zařadilo RNZAF (zde později přeznačeny na F.B.Mk.25), jordánské královské letectvo, Cejlon, Rhodésie a Indie.
Když v období 1954/55 letouny D.H.100 u jednotek nahradil typ Venom, převzalo Flying Training Command verzi F.B.Mk.5 k nácviku bitevních útoků a odpalování raket. Výrobce ve spolupráci s ústavem RAE také na stroji F.B.Mk.5 (VV454), opatřeným rozšířenou výtokovou tryskou a ocasními plochami z verze F.Mk.I, testoval přídavné spalování. Další zkoušky zahrnovaly výzkum mezní vrstvy, prováděný v létech 1953 až 1955 RAE a univerzitou v Cambridgi s použitím jednoho F.Mk.3 (VT858).

### Arabsko-izraelské války
20. srpna 1955 zaútočily nad Negevskou pouští dva izraelské Meteory na čtyři egyptské stíhačky Vampire. Ve vzdušném souboji se izraelským pilotům podařilo jeden z egyptských strojů poškodit.
Ráno 1. září 1955 překročily čtyři egyptské stroje Vampire izraelsko-egyptskou hranici, na což Izrael zareagoval vysláním dvou Meteorů. Izraelské stíhačky se zezadu přiblížily k jedné dvojici egyptských Vampirů a oba úspěšně sestřelily. 12. dubna 1956 vzlétly dvě egyptské stíhačky Vampire ze základny El Ariš a pronikly do izraelského vzdušného prostoru. Začaly je pronásledovat dvě izraelská letadla Ouragan, kterým se podařilo dávkou z kanónu poslat jeden Vampire k zemi. Pilotovi druhého Vampiru se podařilo uniknout, ten však musel později nouzově přistát ještě na území Izraele.

### Indicko-pákistánská válka (1965)
V první polovině 60. let 20. století se napětí mezi Indií a Pákistánem stupňovalo, až 1. září 1965 vyvrcholilo do masivního vpádu pákistánských jednotek do indické oblasti Chamba. Překvapivým útokem se podařilo přečíslit indické pozemní jednotky, které musely požádat o leteckou podporu.
Indické letectvo otevřelo letecký útok 12 letadly Vampire FB.Mk 52, které vzlétly ve třech formacích. Když stíhačky Vampire dorazily do bojové oblasti, naskytl se jejich pilotům pohled na území, poseté pákistánskými tanky M47 a M48 Patton. Všechny tanky byly rozmístěny v otevřené krajině bez kamufláže. Jediné, co bylo třeba udělat, bylo vybrat si jeden z nich, pustit se do střemhlavého letu pod správným úhlem a vypálit salvu neřízených raket. Po náletech se všechny stroje začaly vracet zpět na základnu, avšak čtyři z nich byly sestřeleny pákistánskými F-86 Sabre.
Na základě zkušeností z prvního dne byly stroje Vampire FB.Mk 52 staženy z bojů a nahrazeny stíhačkami Gnat.

## Uživatelé

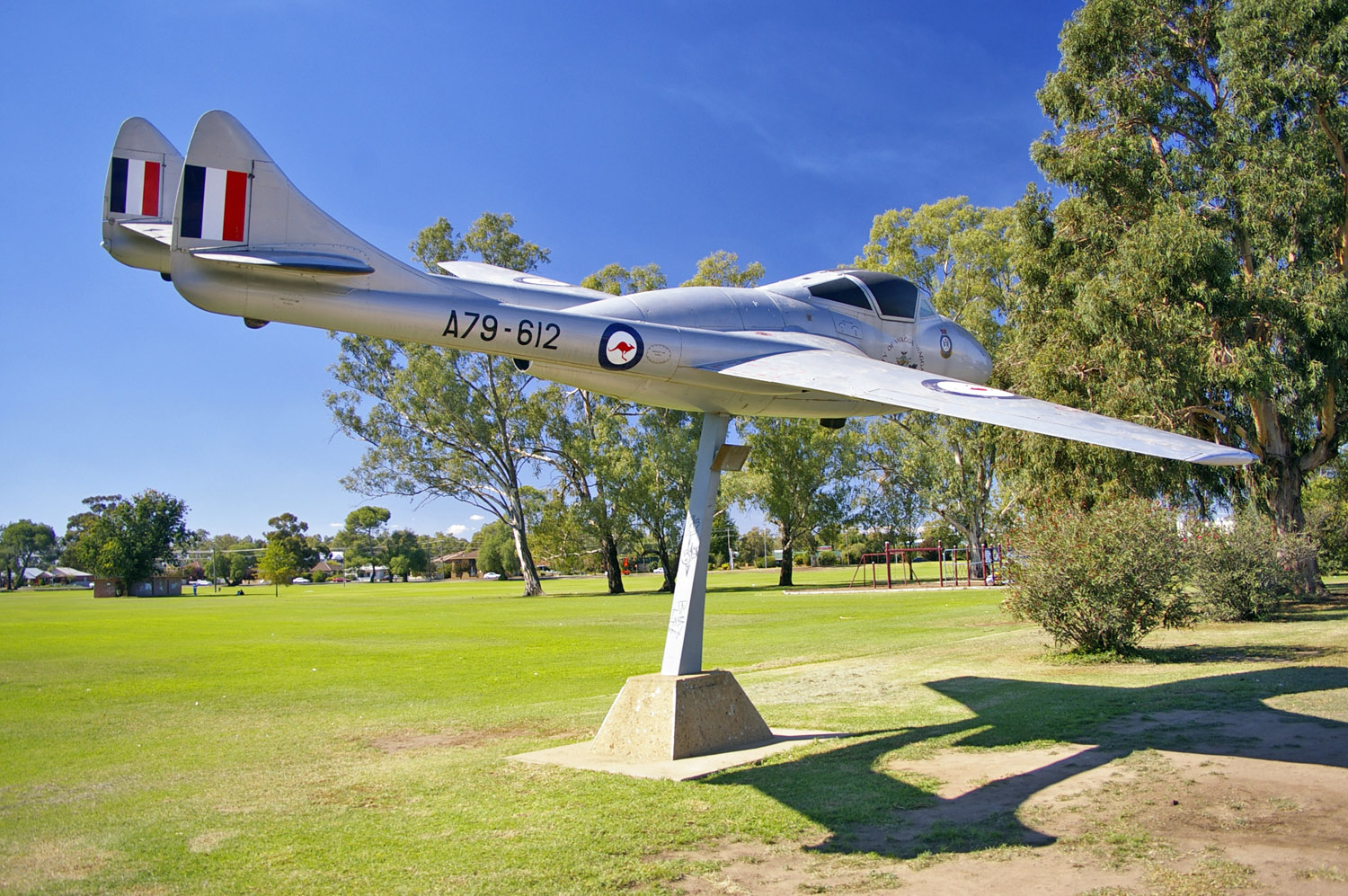
de Havilland Vampire T.35 (A79-612), Wagga Wagga, Nový Jižní Wales, Austrálie

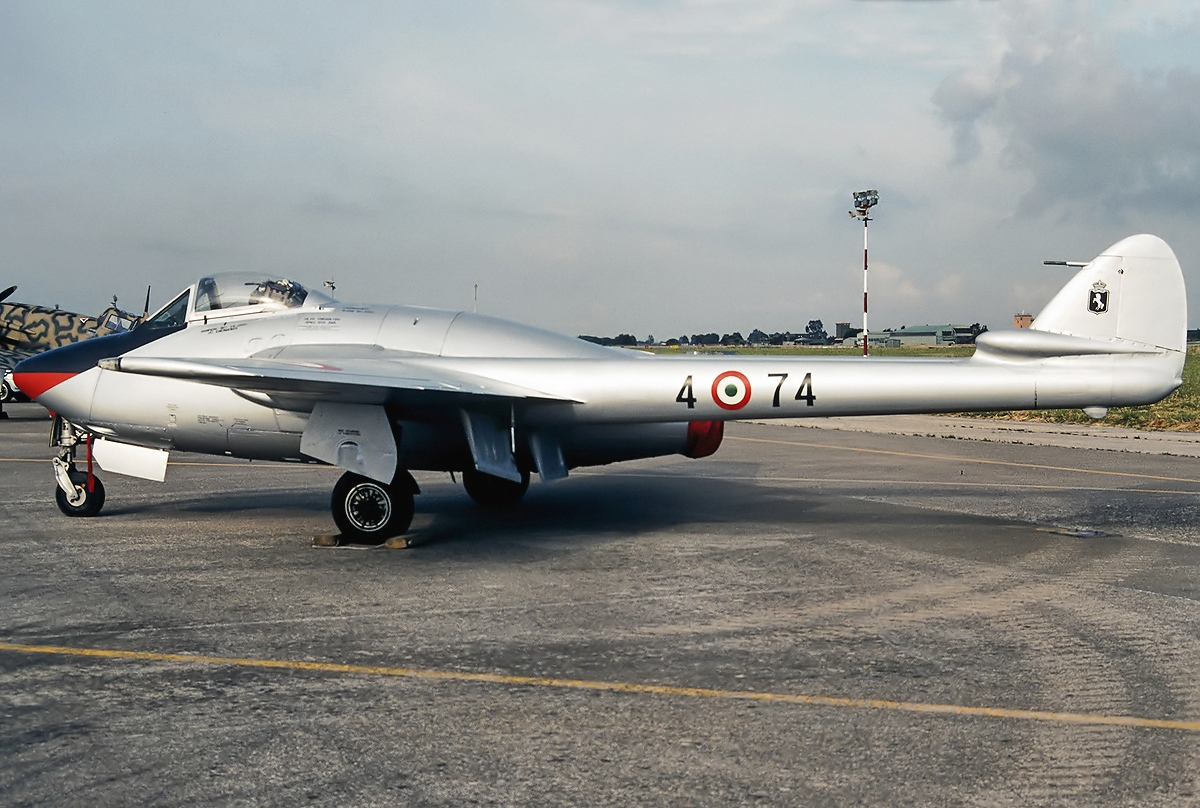
de Havilland DH-100 Vampire italského letectva

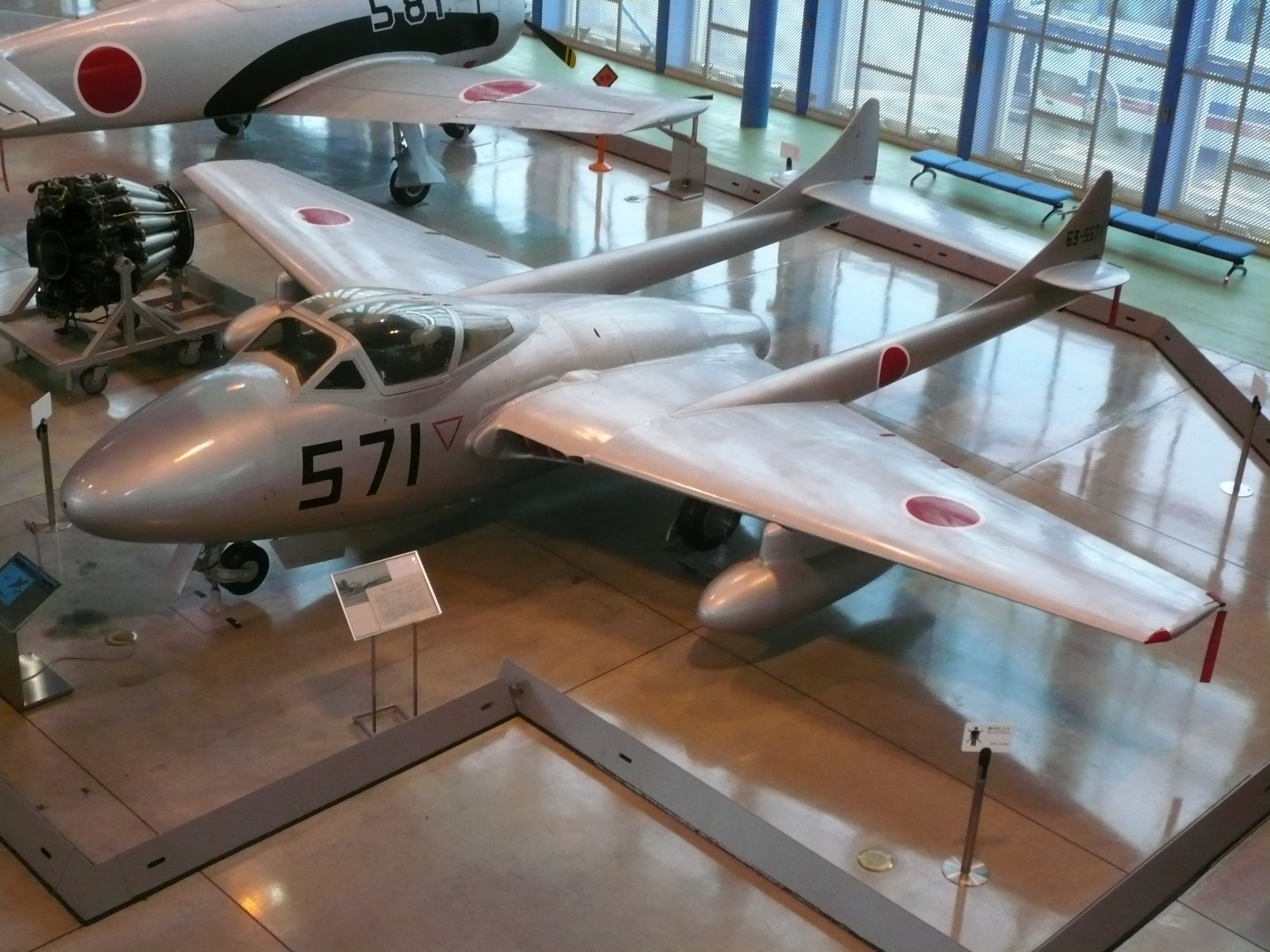
Vampire v japonském muzeu

| Austrálie Royal Australian Air Force Barma Myanmarské letectvo Srí Lanka Srílanské letectvo Chile Chilské letectvo Dominikánská republika Dominikánské letectvo Egypt Egyptské letectvo Finsko Finské letectvo Francie Francouzské letectvo Indie Indické letectvo Indické námořní letectvo Indonésie Indonéské letectvo Irák Irácké letectvo | Irsko Irský letecký sbor Japonsko Japonské vzdušné síly sebeobrany Jordánsko Jordánské královské letectvo Jižní Afrika South African Air Force Kanada Royal Canadian Air Force Katanga Vzdušné síly Katangy Kongo Konžské letectvo Libanon Libanonské letectvo Mexiko Mexické letectvo Nový Zéland Royal New Zealand Air Force | Norsko Norské královské letectvo Portugalsko Portugalské letectvo Rakousko Rakouské letectvo Rhodésie Vzdušné síly Rhodésie Saúdská Arábie Saúdské královské letectvo Spojené království Royal Air Force Sýrie Syrské arabské vzdušné síly Švýcarsko Švýcarské vzdušné síly Švédsko Švédské letectvo Itálie Aeronautica Militare Venezuela Venezuelské letectvo Zimbabwe Zimbabwské letectvo |

## Specifikace (Vampire FB.Mk 52)

### Technické údaje
- Posádka: 1
- Délka: 9,37 m
- Rozpětí: 11,58 m
- Výška: 2,69 m
- Nosná plocha : 24,34 m²
- Hmotnost (prázdný): 3 304 kg
- Maximální vzletová hmotnost: 5 620 kg
- Pohonná jednotka: 1× proudový motor de Havilland Goblin 3 o tahu 14,9 kN

### Výkony
- Maximální rychlost: 882 km/h
- Dolet: 1960 km
- Dostup: 13 045 m
- Stoupavost: 24,4 m/s

### Výzbroj
- 4x kanón Hispano Mk.V ráže 20 mm s palebným průmerem 150 nábojů na každý kanón
- 8x neřízené střely vzduch-země ráže 76,2 mm
- 2x 225 kg pumy nebo přídavné palivové nádrže[5]